# Montreux '77 (album d'Oscar Peterson)
Pour les articles homonymes, voir Montreux '77.
 (janvier 2018).
Albums de Oscar Peterson
Porgy and Bess
(1976) Montreux '77 - Oscar Peterson and the Bassists
(1977)
Oscar Peterson Jam - Montreux '77 est un album en public, extrait d'une jam session menée par le pianiste et compositeur canadien de jazz Oscar Peterson, enregistrée au festival de jazz de Montreux (Suisse), en juillet 1977. Initialement publié la même année en vinyle, il est réédité, en 1989 en CD, dans la série Original Jazz Classics.
À la 21e cérémonie des Grammy Awards de 1979, Peterson obtient la récompense dans la catégorie « Best Jazz Instrumental Performance, Soloist » (en français : Meilleure interprétation instrumentale de jazz, soliste), pour cet album.

## Liste des titres
|       | 'Face A'                          |                                        |       |
| A1.   | Ali and Frazier                   | Oscar Peterson                         | 9:29  |
| A2.   | If I Were a Bell                  | Frank Loesser                          | 10:54 |
|       | 'Face B'                          |                                        |       |
| B1.   | Things Ain't What They Used to Be | Mercer Ellington, Ted Persons          | 13:04 |
| B2.   | Just in Time                      | Betty Comden, Adolph Green, Jule Styne | 10:10 |
| 43:38 |                                   |                                        |       |

| Titre bonus - Réédition CD remastérisée (Original Jazz Classics, Pablo Live, 18 juillet 1989) | Titre bonus - Réédition CD remastérisée (Original Jazz Classics, Pablo Live, 18 juillet 1989) | Titre bonus - Réédition CD remastérisée (Original Jazz Classics, Pablo Live, 18 juillet 1989) | Titre bonus - Réédition CD remastérisée (Original Jazz Classics, Pablo Live, 18 juillet 1989) | Titre bonus - Réédition CD remastérisée (Original Jazz Classics, Pablo Live, 18 juillet 1989) | Titre bonus - Réédition CD remastérisée (Original Jazz Classics, Pablo Live, 18 juillet 1989) | Titre bonus - Réédition CD remastérisée (Original Jazz Classics, Pablo Live, 18 juillet 1989) | Titre bonus - Réédition CD remastérisée (Original Jazz Classics, Pablo Live, 18 juillet 1989) | Titre bonus - Réédition CD remastérisée (Original Jazz Classics, Pablo Live, 18 juillet 1989) | Titre bonus - Réédition CD remastérisée (Original Jazz Classics, Pablo Live, 18 juillet 1989) |
| No                                                                                            | Titre                                                                                         | Auteur                                                                                        | Durée                                                                                         |                                                                                               |                                                                                               |                                                                                               |                                                                                               |                                                                                               |                                                                                               |
| --------------------------------------------------------------------------------------------- | --------------------------------------------------------------------------------------------- | --------------------------------------------------------------------------------------------- | --------------------------------------------------------------------------------------------- | --------------------------------------------------------------------------------------------- | --------------------------------------------------------------------------------------------- | --------------------------------------------------------------------------------------------- | --------------------------------------------------------------------------------------------- | --------------------------------------------------------------------------------------------- | --------------------------------------------------------------------------------------------- |
| 5.                                                                                            | Bye Bye Blues                                                                                 | David Bennett, Chauncey Gray, Frederick Hamm, Bert Lown                                       | 8:13                                                                                          |                                                                                               |                                                                                               |                                                                                               |                                                                                               |                                                                                               |                                                                                               |
| 51:51                                                                                         |                                                                                               |                                                                                               |                                                                                               |                                                                                               |                                                                                               |                                                                                               |                                                                                               |                                                                                               |                                                                                               |

## Crédits
| - Oscar Peterson : piano - Eddie "Lockjaw" Davis : saxophone ténor - Dizzy Gillespie : trompette - Clark Terry : trompette, bugle - Niels-Henning Ørsted Pedersen : contrebasse - Bobby Durham : batterie | - Production, design : Norman Granz - Photographie : Giuseppe Pino - Remastering : Phil DeLancie - Remixage : Val Valentin |